# Спадафора, Винченцо
Винченцо Спадафора (итал. Vincenzo Spadafora, род. 12 марта 1974, Афрагола, провинция Неаполь, Италия) — итальянский политик.

## Биография
В 1998 году стал личным секретарём губернатора Кампании Андреа Лоско, представителя Союза демократов за Европу, бывшего мэра Кардито, где Спадафора провёл детство и познакомился с Лоско, будучи учащимся лицея. В последующие годы работал в секретариате «зелёных» в период лидерства Альфонсо Пекораро-Сканио, в 2006 году возглавлял секретариат министра культуры Франческо Рутелли.
В 2008—2011 годах — президент итальянского подразделения ЮНИСЕФ (самый молодой в его истории). После переизбрания отказался от этой должности ввиду назначения уполномоченным по правам ребёнка и молодёжи.
Примкнул к Движению пяти звёзд, где со временем завоевал репутацию ближайшего сподвижника Луиджи Ди Майо, с 2016 года отвечал за отношения с властными структурами.
По итогам парламентских выборов 2018 года прошёл в Палату депутатов Италии.
29 марта 2018 года избран в секретариат президиума Палаты.
12 июня 2018 года назначен младшим статс-секретарём аппарата правительства Конте с полномочиями в сфере обеспечения равных возможностей и молодёжной политики.
4 сентября 2019 года Джузеппе Конте сформировал своё второе правительство, в котором Спадафора был назначен министром без портфеля со сферой ответственности в области молодёжной политики и спорта, а
5 сентября новый кабинет принёс присягу.
13 февраля 2021 года принесло присягу правительство Драги, в котором Спадафора не получил никакого назначения.
7 ноября 2021 года, участвуя в программе Che tempo che fa на телеканале Rai 3, совершил каминг-аут.